# خدمات اجتماعی

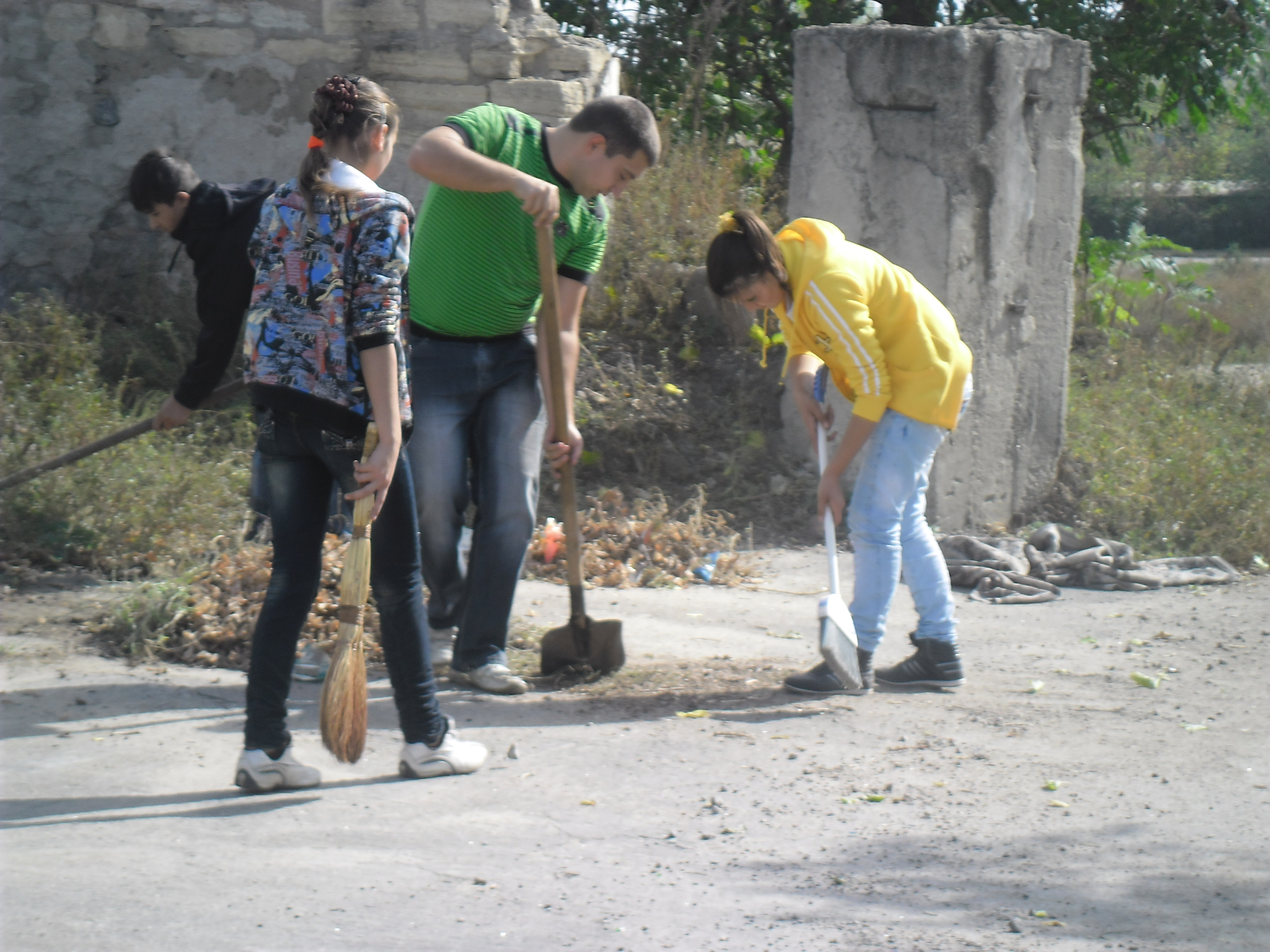
اوکراینی‌ها نظافت خیابان را به عنوان نوعی خدمت اجتماعی انجام می‌دهند.

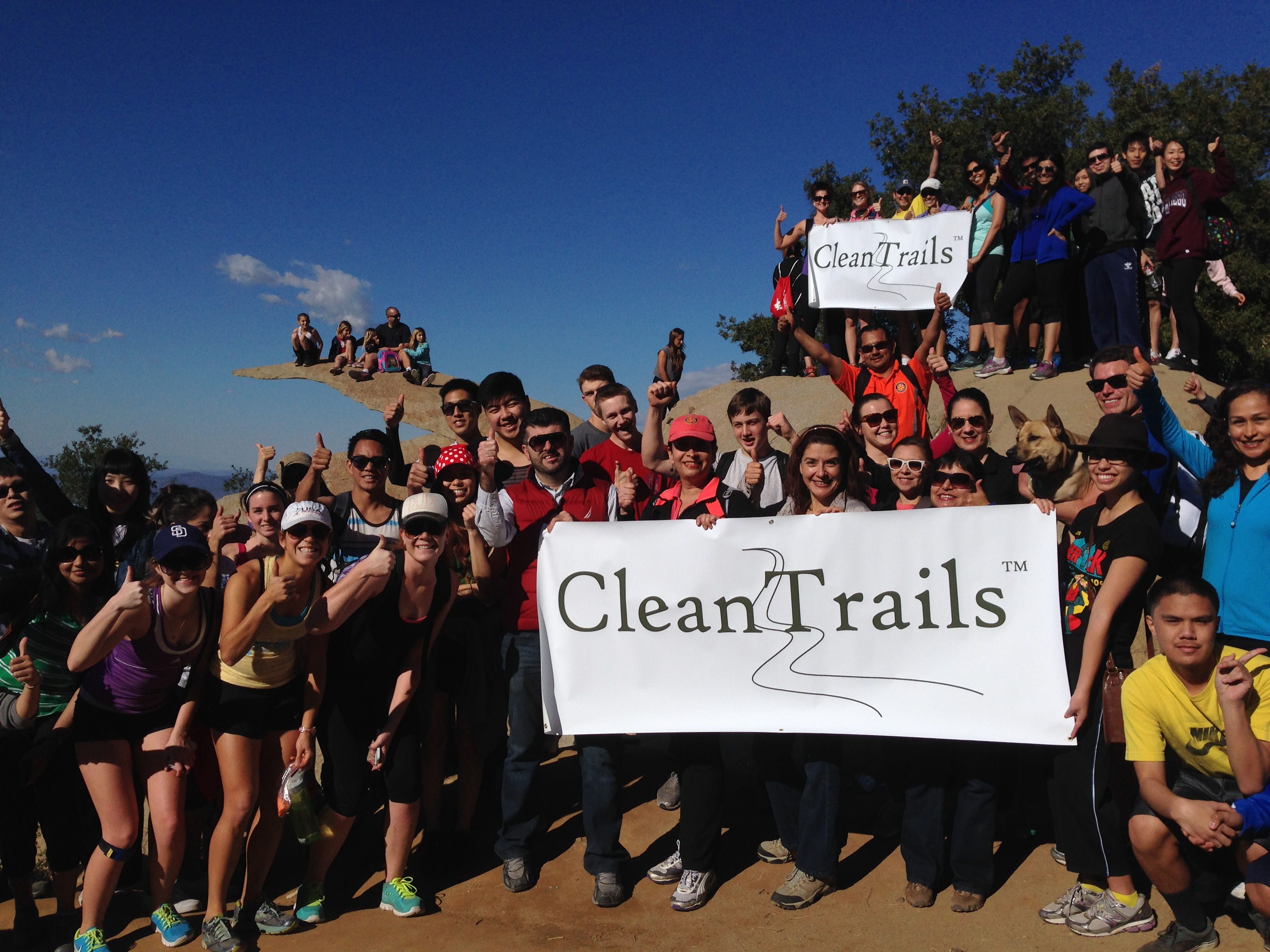
داوطلبان پاک سازی زباله‌ها را انجام می‌دهند

خدمات اجتماعی کار بدون مزدی است که توسط یک شخص یا گروهی از مردم به نفع و برای پیشرفت جامعه خود و بدون هیچ نوع غرامتی انجام می‌شود. خدمات اجتماعی می‌تواند از کار داوطلبانه متمایز باشد، زیرا همیشه به صورت داوطلبانه انجام نمی‌شود و ممکن است تحت شرایطی اجباری باشد. اگرچه ممکن است منافع شخصی نیز تحقق یابد، می‌تواند به دلایل مختلفی از جمله الزامات شهروندی، تحریم عدالت کیفری، نیازمندی‌های یک مدرسه یا کلاس، و نیاز برای دریافت منافع خاصی انجام شود. 